# Fotografía de naturaleza

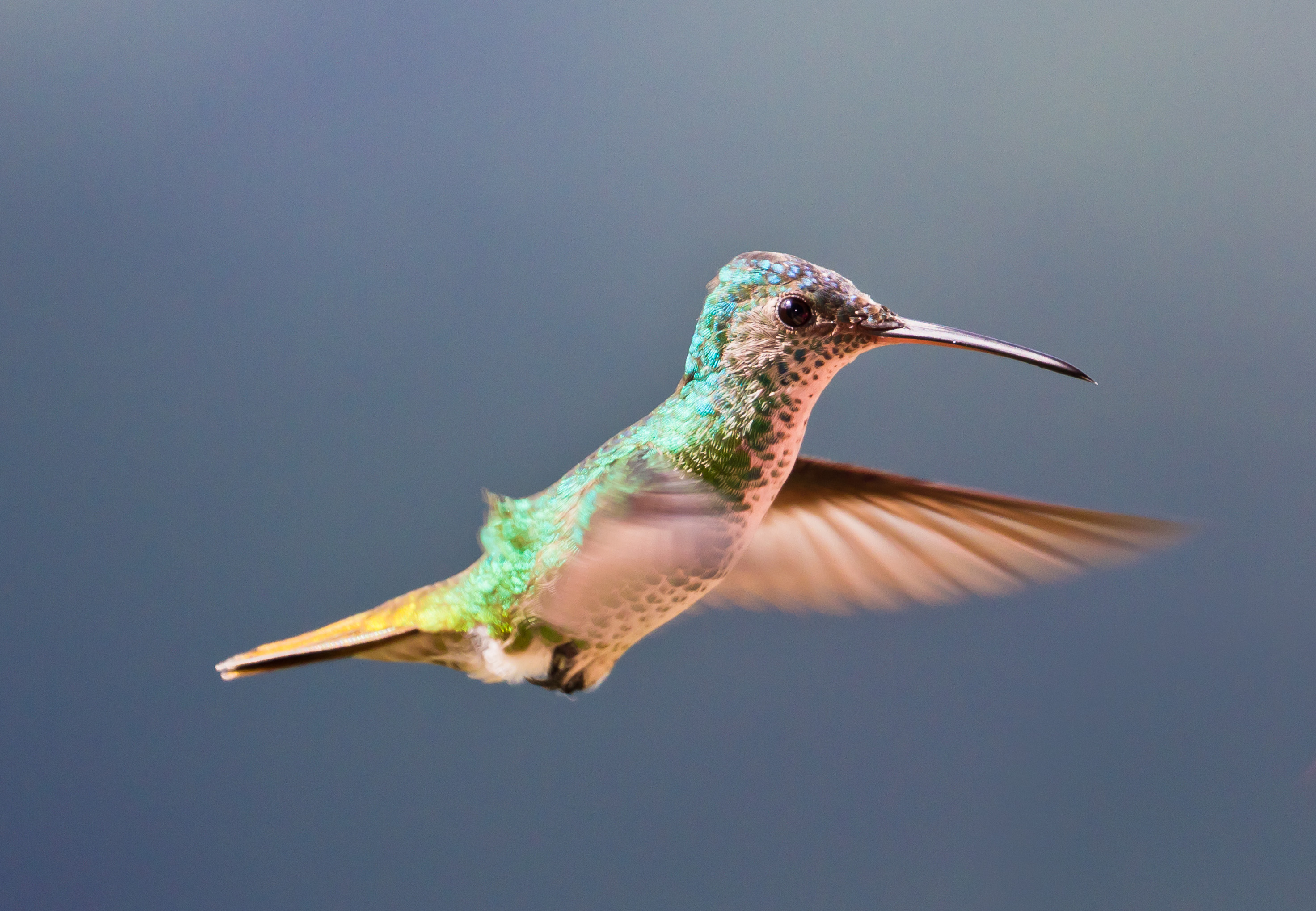
Colibrí cola de oro. Foto tomada con una distancia focal de 300 mm y una velocidad de obturación de, desde una distancia de 2,72 metros

La fotografía de naturaleza es una modalidad del amplio tema fotográfico que trata de enmarcar en el papel la grandiosidad de los paisajes, la fauna, la flora y los pequeños detalles. La fotografía de la naturaleza tiende a centrar su atención en la captación de aspectos estéticos, muy por encima de otros tipos de fotografía.
Existen algunas técnicas típicas de la fotografía de la naturaleza como el uso del "hide" y mallas de camuflaje para ocultarse y poder fotografiar la fauna lo más cerca y confiada posible.
Siempre se debe anteponer la seguridad y el respeto a la naturaleza a la obtención de la fotografía deseada. Existen algunas normas básicas y prescripciones legales que se deben tener en cuenta antes de iniciarse en estas técnicas fotográficas.

## Fotografía de paisajes

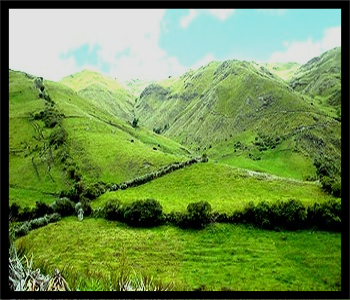
Paisajes verdes

Se trata de un tipo de fotografía de naturaleza en la que se captan grandes escenarios de la naturaleza. Suelen utilizarse objetivos de gran angular y aperturas muy reducidas para poder trabajar a la mayor profundidad de campo posible.

## Fotografía del mundo salvaje
Las técnicas utilizadas en la fotografía del mundo salvaje difieren a las utilizadas en fotografía de paisajes. Suelen utilizarse altas velocidades de obturación para poder capturar el movimiento. Para conseguir un nivel adecuado de exposición se utilizan objetivos claros y de elevado angular. Los grandes fotógrafos de vida salvaje suelen ir equipados con objetivos de potente zoom para poder trabajar a distancia y evitar ser vistos.

## Fotografía macro

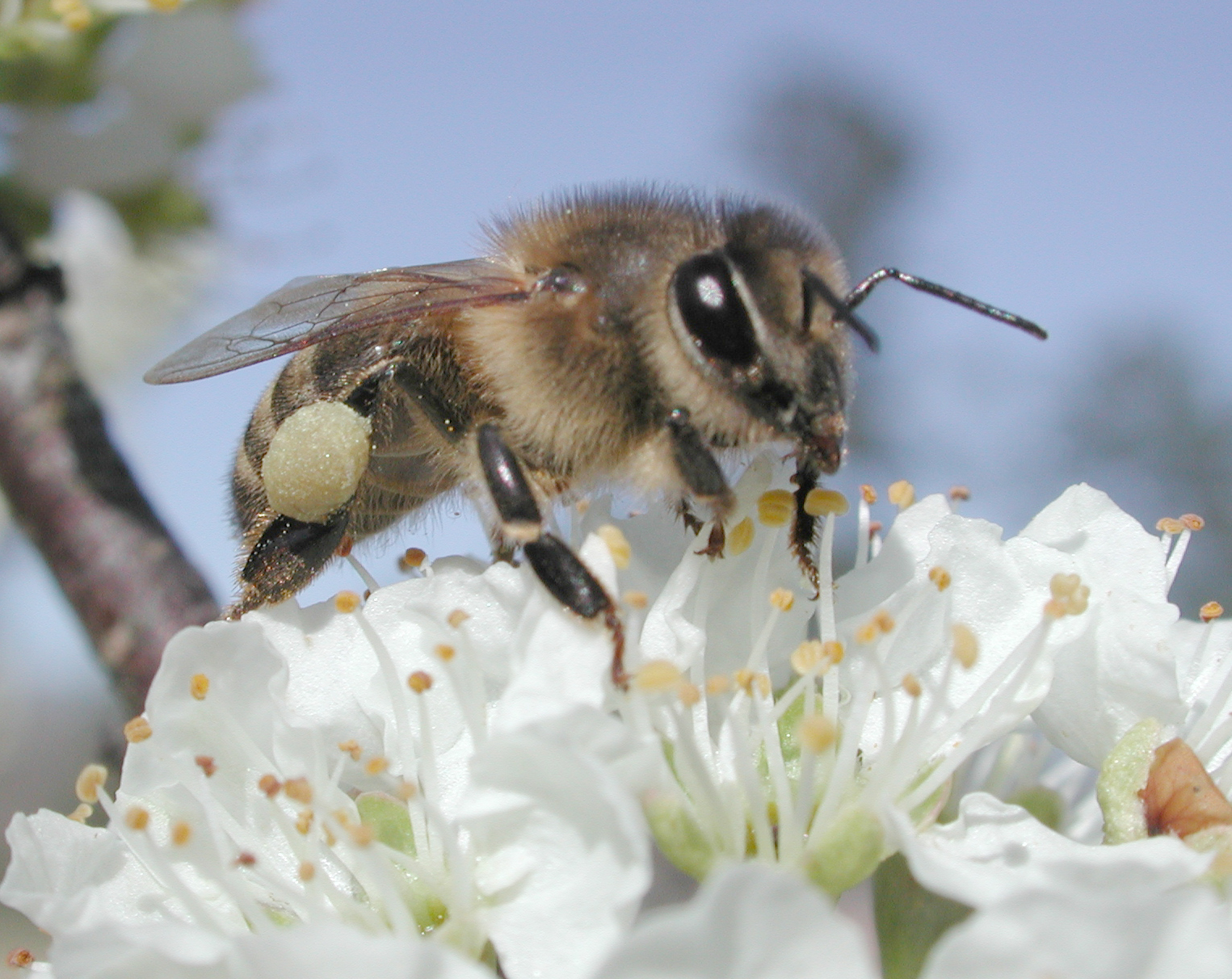
Macrofotografía.

Se trata de un tipo de fotografías de naturaleza que se toma a distancias muy cortas y en las que se buscan los pequeños detalles de la naturaleza. Se pueden usar objetivos macro, flash anular, plato micrométrico, trípode o saco de arroz. Entre las dificultades propias están conseguir el enfoque, eliminar el movimiento, profundidad de campo e iluminación adecuada.

## Otros tipos de fotografía
- Fotografía de aproximación: Pequeños teleobjetivos (hongos, mariposas, plantas…).
- Micro fotografía: Fotos realizadas a través de un microscopio (protozoos, algas…..).
- Caza fotográfica: Grandes teleobjetivos, Hide y camuflaje. Fototrampeo (mamíferos, aves, reptiles…).
- Fotografía subacuática: Cámaras estancas, equipos de inmersión (peces, algas, corales, moluscos..).
- Astrofotografía: Fotografías a través de telescopio (Luna, Sol, estrellas, nebulosas…).

## En España
En España ha habido fotógrafos de la Naturaleza prácticamente desde el inicio de esta técnica a mediados del siglo XIX. Es de destacar que fueron muy importantes las aportaciones de fotógrafos, viajeros, científicos, escritores, cazadores y aventureros, fundamentalmente ingleses y franceses.
Aunque haya habido personas que de forma más o menos asidua y profesional hayan practicado la fotografía de la naturaleza en España -en fechas anteriores a los años noventa del siglo XX en realidad se hablaba de "caza fotográfica"- no será hasta 1993 cuando se cree la Asociación Española de Fotógrafos de Naturaleza -AEFONA- en Talavera de la Reina, Toledo, siendo su primer presidente Francisco Márquez. Aefona, entre otras muchas iniciativas, trabajó en la elaboración de un Código Ético del fotógrafo de la naturaleza. 
Aunque con menor número de aficionados y profesionales que en los países europeos más cercanos la fotografía de la naturaleza cuenta con un número creciente de practicantes de esta modalidad fotográfica. En España hay cierto número de fotógrafos de la Naturaleza de reconocido prestigio tanto dentro como fuera del país.